# Pic de l'Àliga (Queralbs)
El Pic de l'Àliga és una muntanya de 2.422 metres que es troba al municipi de Queralbs, a la comarca catalana del Ripollès.